# Isla Kayak
La isla Kayak (en inglés: Kayak Island) es una pequeña isla que se encuentra en el golfo de Alaska, unos 100 km al sureste de la ciudad de Cordova, en el extremo oriental del bosque nacional de Chugach. Su superficie es de 73,695 km² y se encuentra deshabitada. En esta isla se encuentra el Bering Expedition Landing Site ('lugar de sesembarco de la expedición Bering').
La isla fue llamada Kayak en 1826 por el teniente Sarichef de la Marina Rusa, por la semejanza de su contorno con las canoas de piel esquimal que se denominan así. Se cree que la isla fue una de las que Vitus Bering vio en 1741 y llamó «San Elías».
Según el Servicio de Parques Nacionales:

Aquí el naturalista Georg W. Steller, cirujano a bordo del barco de Vitus Bering, hizo los primeros intentos de contacto entre europeos y los nativos de Alaska. Sus investigaciones se encuentran entre las primeras contribuciones al conocimiento natural e histórico de la región.
Servicio de Parques Nacionales

El capitán James Cook visitó la isla el 12 de mayo de 1778, y enterró una botella con un papel y dos pequeñas piezas de plata que le dio el Dr. Richard Kaye, el cura del rey Jorge III, para este propósito. De ahí que el capitán Cook le dio el nombre de «Kaye's Island». En 1779 la expedición del explorador español Ignacio de Arteaga y Bazán vio la isla el 16 de julio, festividad de la Virgen del Carmen y de ahí que llamaron la isla «Nuestra Señora del Carmen» o «isla del Carmen».
El Bering Expedition Landing Site fue declarado Hito Histórico Nacional en 1978.
En el extremo suroeste de la isla se encuentra el cabo San Elías, donde existe un importante faro.

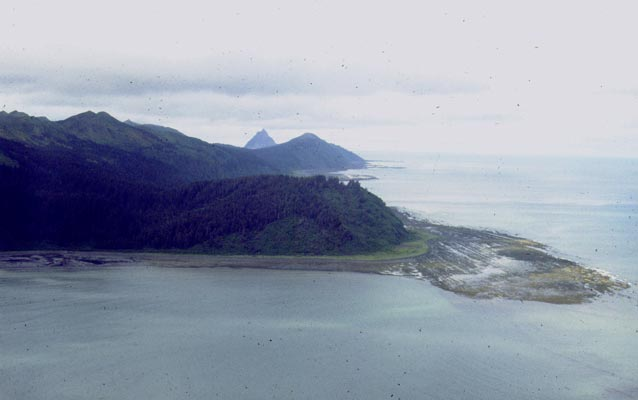
Lugar de desembarco de bering
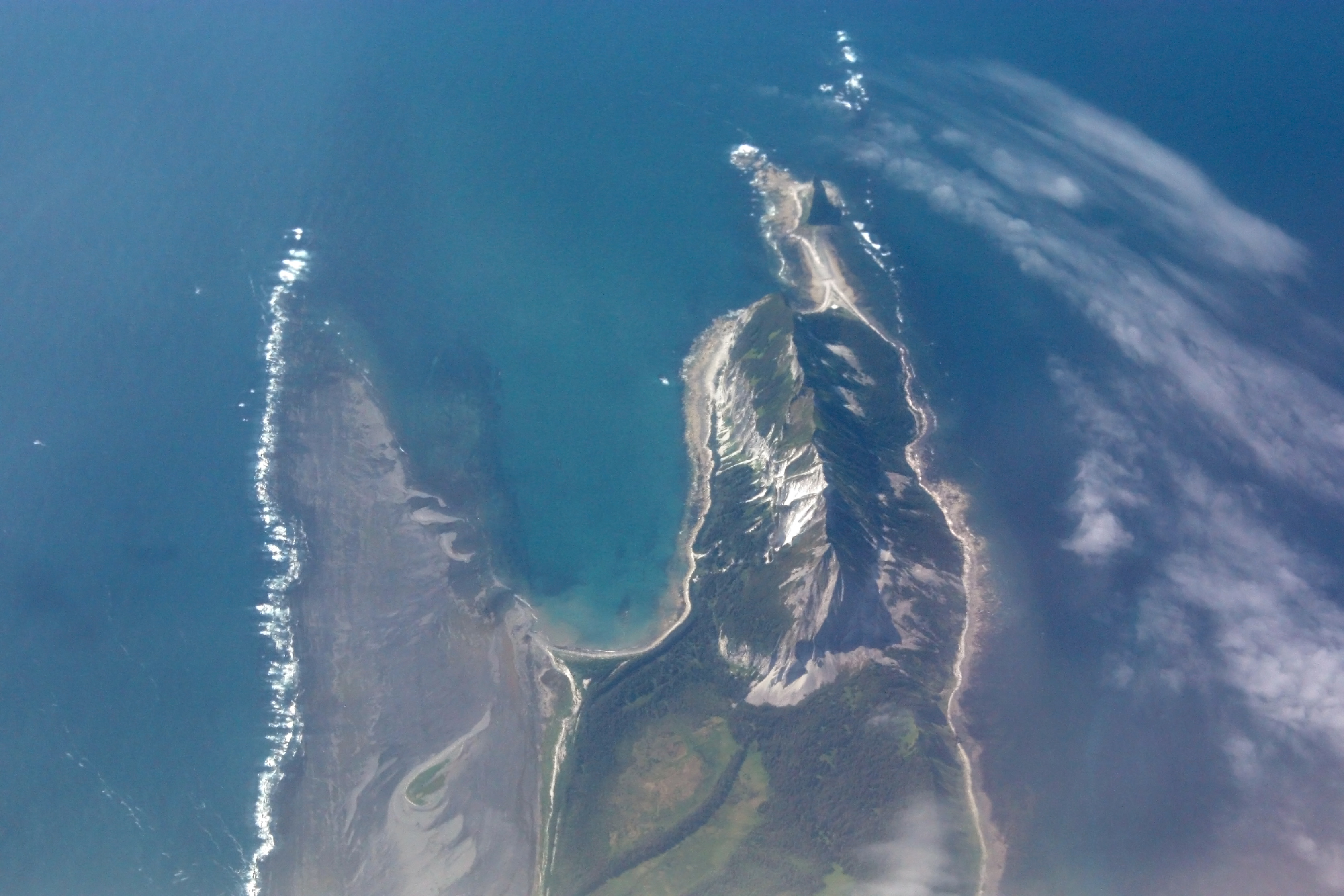
Vista de satélite del cabo San Elías
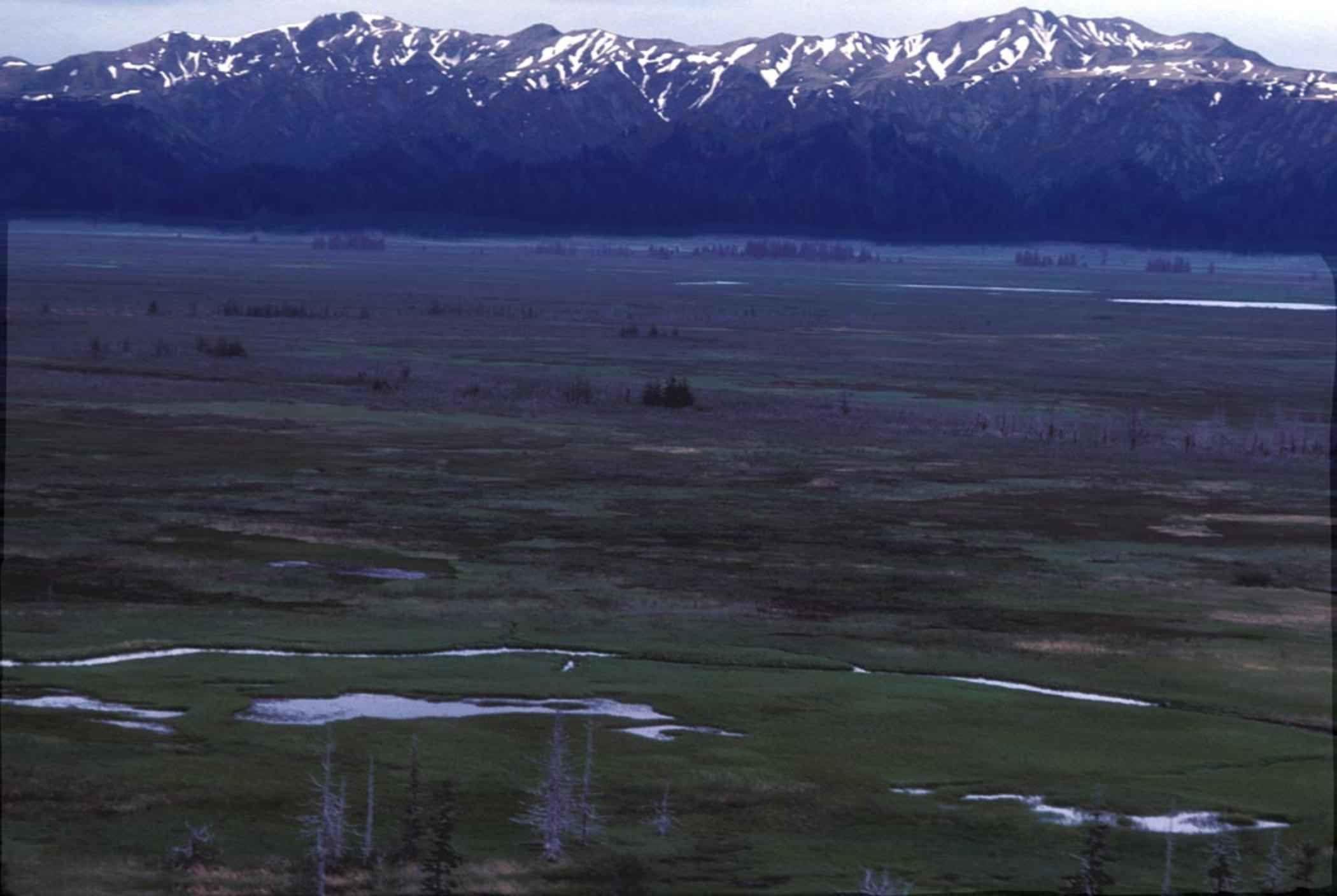
La isla en el prince William sound